# Джефферс (Міннесота)
Джефферс (англ. Jeffers) — місто (англ. city) в США, в окрузі Коттонвуд штату Міннесота. Населення — 349 осіб (2020).

## Географія
Джефферс розташований за координатами 44°3′21″ пн. ш. 95°11′43″ зх. д. / 44.05583° пн. ш. 95.19528° зх. д. (44.055858, -95.195350).  За даними Бюро перепису населення США в 2010 році місто мало площу 0,99 км², уся площа — суходіл.

## Демографія
Згідно з переписом 2010 року, у місті мешкало 369 осіб у 167 домогосподарствах у складі 97 родин. Густота населення становила 371 особа/км².  Було 196 помешкань (197/км²).
Расовий склад населення:
| - 90,0 % — білих - 0,5 % — корінних американців - 0,3 % — азіатів - 6,2 % — осіб інших рас |

До двох чи більше рас належало 3,0 %. Частка іспаномовних становила 7,0 % від усіх жителів.
За віковим діапазоном населення розподілялося таким чином: 24,7 % — особи молодші 18 років, 50,9 % — особи у віці 18—64 років, 24,4 % — особи у віці 65 років та старші. Медіана віку мешканця становила 46,4 року. На 100 осіб жіночої статі у місті припадало 94,2 чоловіків;  на 100 жінок у віці від 18 років та старших — 90,4 чоловіків також старших 18 років.
Середній дохід на одне домашнє господарство  становив 52 606 доларів США (медіана — 41 875), а середній дохід на одну сім'ю — 62 603 долари (медіана — 51 250). Медіана доходів становила 38 125 доларів для чоловіків та 31 875 доларів для жінок. За межею бідності перебувало 14,4 % осіб, у тому числі 18,0 % дітей у віці до 18 років та 9,8 % осіб у віці 65 років та старших.
Цивільне працевлаштоване населення становило 179 осіб. Основні галузі зайнятості: виробництво — 33,0 %, освіта, охорона здоров'я та соціальна допомога — 12,8 %, роздрібна торгівля — 12,3 %.